# Marcatura CE
La marcatura CE denomina un insieme di pratiche obbligatorie per tutti i prodotti per i quali nell'Unione europea esiste almeno una direttiva comunitaria o un regolamento (chiamati nel loro complesso "norme comunitarie") che richiedano l'applicazione di un simbolo con le lettere "CE" (da cui il nome), generalmente sul prodotto oggetto di marcatura. Essa è realizzata dal fabbricante di un prodotto regolamentato nell'Unione europea, il quale dichiara, per mezzo della dichiarazione di conformità (o di prestazione nel caso dei prodotti da costruzione, o di incorporazione nel caso di quasimacchine), che il prodotto è conforme ai requisiti di sicurezza previsti dalle direttive o dai regolamenti comunitari applicabili.
La marcatura CE, in vigore dal 1993, attraverso l'applicazione del marchio CE, indica agli interessati (consumatori, utilizzatori, installatori, manutentori, autorità competenti, ecc.) la conformità a tutti gli obblighi che incombono sui fabbricanti, distributori e importatori in merito ai loro prodotti (o a quelli immessi sul mercato sotto la propria responsabilità) in virtù delle norme comunitarie, consentendo la libera commercializzazione dei prodotti marcati entro il mercato europeo.

## Storia
La marcatura CE fu introdotta con la Decisione 93/465/CEE del Consiglio dell'Unione europea del 22 luglio 1993 al fine di accelerare la costituzione del Mercato europeo comune (MEC) previsto dal Trattato CE, segnatamente dagli artt. 28, 29 e 30.
L'autore del simbolo rappresentante la marcatura CE è il disegnatore tedesco Arthur Eisenmenger.
La marcatura CE ha inteso rimuovere le barriere alla libera circolazione dei prodotti all'interno del Mercato Unico Europeo determinate dai diversi sistemi di qualificazione dei prodotti contenuti nelle Legislazioni nazionali riferibili ai singoli stati membri. Per questo è stata avviato, e ancora è in corso d'opera, un processo di standardizzazione tecnica i cui capisaldi giuridici sono rappresentati dalla Direttiva 98/34/CE (terza revisione della Direttiva 83/189/CEE) e dalla Decisione 93/465/CEE (novellata dalla Decisione 768/2008/EC).
La Direttiva 98/34/CE prevede una procedura che obbliga gli Stati membri a notificare i progetti delle regolamentazioni tecniche relative ai prodotti alla Commissione e agli altri Stati membri prima che queste siano adottate nelle legislazioni nazionali. Con la cosiddetta "procedura 98/34" viene garantito il controllo della Commissione sulla regolamentazione tecnica che potrebbe dare origine a barriere ingiustificate tra i diversi Stati membri. Per citare casi di normazione tecnica italiana, a tale procedura sono state sottoposte le Norme Tecniche per le Costruzioni (D.M. 14/01/2008) tanto quanto il D.Lgs. 81/08, il testo unico sulla sicurezza nei luoghi di lavoro.
La Decisione 93/465/CEE istituisce una serie di procedure di valutazione della conformità dei prodotti industriali ai requisiti essenziali fissati dalle norme di armonizzazione tecnica (ovvero dette nuovo approccio). La decisione prevede otto procedure di valutazione (detti moduli) che si applicano alle fasi di progettazione e di produzione dei prodotti che così possono liberamente circolare nell'ambito del Mercato Unico.

### Norme nuovo approccio

La marcatura CE nasce dalle politiche del "Nuovo Approccio" al mercato deciso dall'Unione europea (allora Comunità economica europea) nel 1989

Con l'adozione del cosiddetto "nuovo approccio" (new approach) gli stati membri dell'Unione europea hanno inteso abbattere gli ostacoli agli scambi dei beni determinati da regolamentazioni tecniche disomogenee fra i cofirmatari del Trattato CE (Sentenza Cassis de Dijon). Le norme nuovo approccio consistono in un'opera di armonizzazione tecnica su scala comunitaria, finalizzata a:
- creare organismi di standardizzazione tecnica comunitari quali il CEN (Comitato europeo di normazione), il CENELEC, il CEI e l'EOTA (se si considerano le guidance papers per il conseguimento dell'ETA un atto avente forza di legge), ai quali affidare la produzione di norme specifiche di prodotto (dette norme armonizzate) su mandato della Commissione;
- fissare solo i requisiti essenziali generali dei prodotti;
- ridurre il controllo delle autorità pubbliche prima dell'immissione nel mercato di un prodotto;
- integrare la garanzia di qualità e altre moderne tecniche di valutazione della conformità[10].

Con l'introduzione delle norme del nuovo approccio "Il fabbricante ha la responsabilità di controllare ciascun prodotto che immette sul mercato e verificarne la conformità alla legislazione UE (procedura di valutazione della conformità). Tale procedura può essere di due tipi:
- basata sul controllo interno della produzione;
- affidata a un organismo notificato.[11]

La conformità alle norme nuovo approccio consiste dunque nell'applicazione di una norma armonizzata (ma anche col conseguimento di un ETA) che sia stata pubblicata nell'Official Journal (O.J.) anche se questa non è stata recepita dall'ordinamento giuridico interno di uno Stato membro. La pubblicazione nell'Official Journal serve a fissare la prima data utile in cui la presunzione di conformità ha effetto.
L'atto di recepimento delle norme comunitarie è denominato "fase discendente" e comunemente avviene con la predisposizione e approvazione di decreti legislativi dedicati.

### Effetti dell'uscita del Regno Unito dall'Unione europea (Brexit)

Il marchio UKCA

A partire dal 1º gennaio 2021, a seguito dell'uscita dal Regno Unito dall'UE, nel Paese britannico è entrata in vigore la marcatura UKCA (UK Conformity Assessed = conformità valutata del Regno Unito), che sostituisce la marcatura CE. Tale marchio è stato istituito con la versione britannica del Regolamento UE 756/2008 sull'accreditamento e la sorveglianza sul mercato.
La dimensione minima del marchio UKCA deve essere di almeno 5 mm ed esso deve sempre mantenere le proporzioni date nel fac-simile indicato.
È utilizzato a partire dal 1º gennaio 2021 per contrassegnare le merci immesse sul mercato della Gran Bretagna, vale a dire Inghilterra, Galles e Scozia. In Irlanda del Nord, invece, le merci immesse sul mercato saranno invece soggette a regole differenti sulle quali il governo britannico darà ulteriori disposizioni, motivo per cui ad ora viene ancora momentaneamente accettata la marcatura CE.
Anche se il nuovo marchio è già in vigore, per consentire alle imprese di adattarsi ai nuovi requisiti è possibile, nella maggior parte dei casi, continuare ad utilizzare la marcatura CE fino al 31 dicembre 2024.
Nel Regno Unito:
- le norme armonizzate della UE saranno sostituite dai designated standard (= standard designati);
- gli organismi notificati saranno sostituiti dagli "approved body" (= organismi approvati);
- solo gli organismi approvati potranno effettuare attività di valutazione della conformità per gli standard designati;
- le certificazioni emesse da organismi notificati nella UE non hanno alcun valore ai fini dell'apposizione della marcatura UKCA;[17]
- solo il Servizio di Accreditamento del Regno Unito UKAS può accreditare gli organismi approvati.

Il fabbricante (o il suo rappresentante autorizzato) può apporre la marcatura UKCA solo se un organismo approvato ne ha effettuato la valutazione. Le regole di apposizione della marcatura UKCA sono equivalenti all'attuale marcatura CE.
Dal 1º gennaio 2022 tutte le imprese non stabilite nel Regno Unito che intendono immettere prodotti sul mercato britannico devono nominare un loro rappresentante autorizzato nel Regno Unito.
Per i prodotti già in circolazione sul mercato britannico prima del 1º gennaio 2021 non è necessaria alcuna azione aggiuntiva, infatti il certificato emesso da un organismo notificato dell'UE e valido prima di tale data continua ad essere valido. Nel corso del 2021 in Gran Bretagna (Inghilterra, Scozia e Galles) saranno riconosciute sia la marcatura UKCA sia quella CE e saranno valide anche le relative dichiarazioni di conformità (o dichiarazioni di prestazione per i prodotti da costruzione) purché redatte in lingua inglese.

## Ambito di applicazione
La marcatura CE è obbligatoria per legge per poter commercializzare il prodotto nei paesi aderenti allo Spazio economico europeo (SEE), ovvero i 27 paesi membri della UE e i paesi dell'area EFTA (Islanda, Norvegia, Liechtenstein e Svizzera). La marcatura CE è prevista anche per beni prodotti in paesi terzi, poi commercializzati nell'area SEE e Turchia.
Esempi di alcune norme che richiedono la marcatura CE sono la Direttiva prodotti da costruzione, la Direttiva bassa tensione, la Direttiva macchine, la Direttiva compatibilità elettromagnetica, la Direttiva per i sistemi in pressione, il Regolamento per i dispositivi medici. L'elenco completo è disponibile in un'apposita sezione del sito della Commissione Europea.
In generale, tutti i prodotti commercializzati entro lo Spazio Economico Europeo (SEE) devono inderogabilmente essere conformi almeno al Regolamento (UE) 2023/988 (Regolamento sulla sicurezza generale dei prodotti o RSGP). La marcatura CE è dunque un obbligo aggiuntivo al Regolamento sulla sicurezza generale dei prodotti, ed è prevista per le seguenti categorie di prodotti, così come definite all'interno della relativa normativa comunitaria:
- apparecchi che utilizzano combustibili gassosi
- teleferiche per il trasporto di persone
- prodotti da costruzione
- prodotti energivori
- prodotti soggetti a rischio di compatibilità elettromagnetica
- attrezzature e sistemi di protezione destinate ad essere utilizzate in atmosfere esplosive (ATEX)
- esplosivi per uso civile
- caldaie per acqua calda
- dispositivi medici diagnostici in vitro
- ascensori
- apparecchi elettrici funzionanti in bassa tensione
- macchine
- strumenti di misura
- dispositivi medici
- attrezzature con emissione di rumore nell'ambiente
- strumenti di pesatura non automatici
- dispositivi di protezione individuale (DPI)
- apparecchi a pressione
- prodotti pirotecnici
- dispositivi che utilizzano onde radio
- natanti e imbarcazioni da diporto e per uso personale
- apparecchi elettrici e elettronici
- giocattoli
- recipienti semplici a pressione.

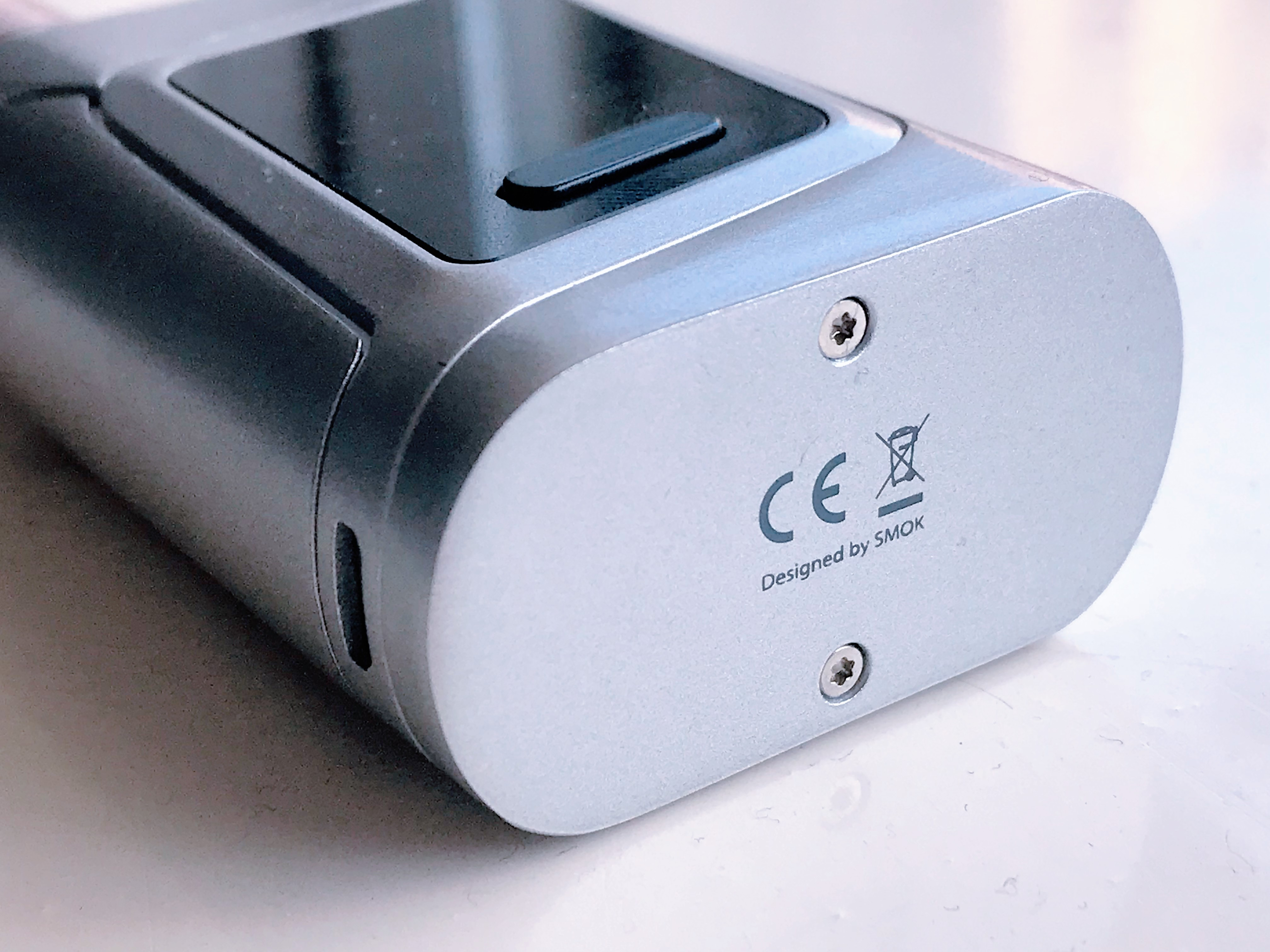
Esempio di applicazione del simbolo CE e del simbolo RAEE su un dispositivo elettronico (sigaretta elettronica)
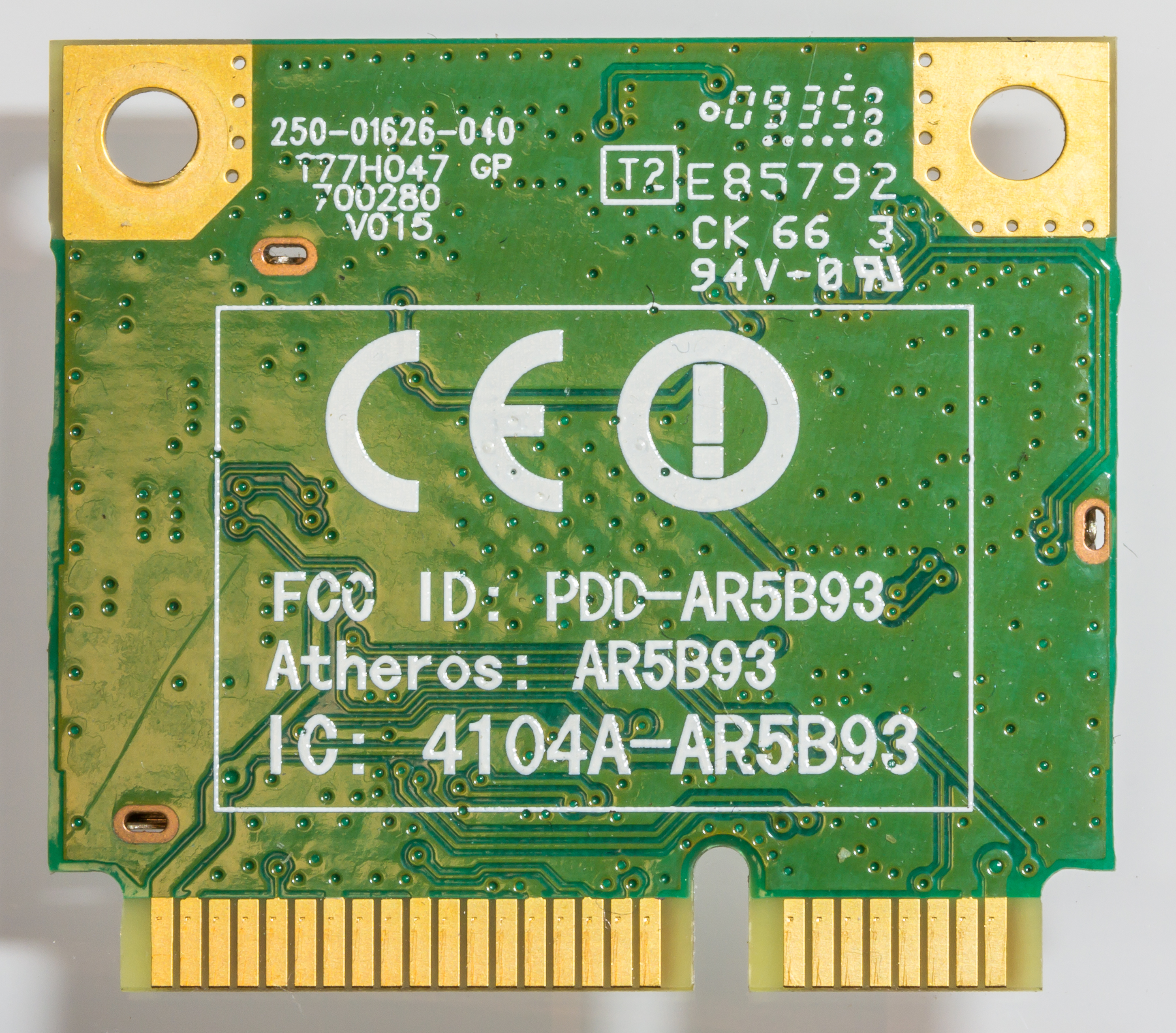
Simbolo CE su un dispositivo elettronico che utilizza onde radio (scheda Wi-Fi)
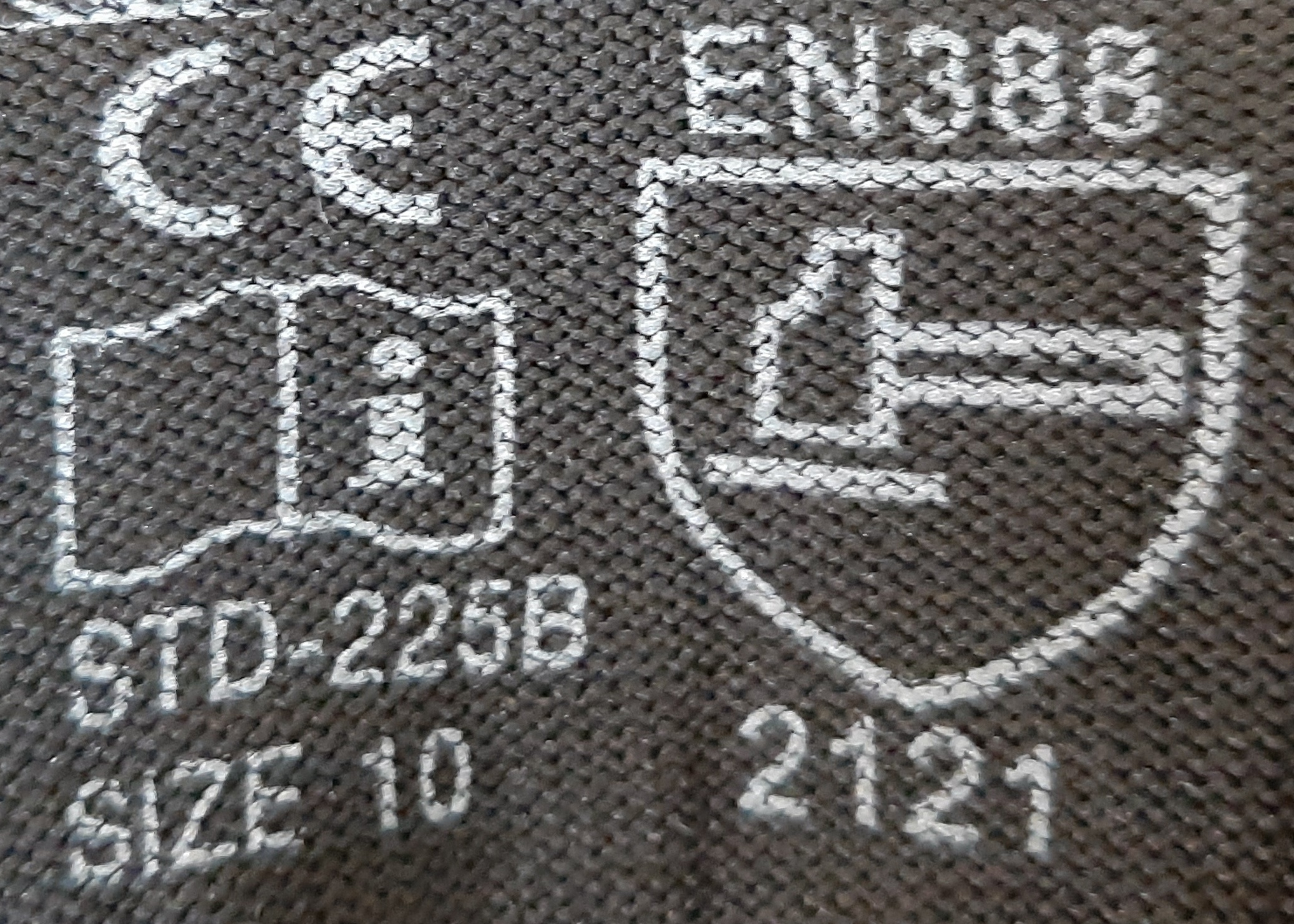
Simbolo CE e altre informazioni di sicurezza su un dispositivo di protezione individuale (guanto da lavoro)
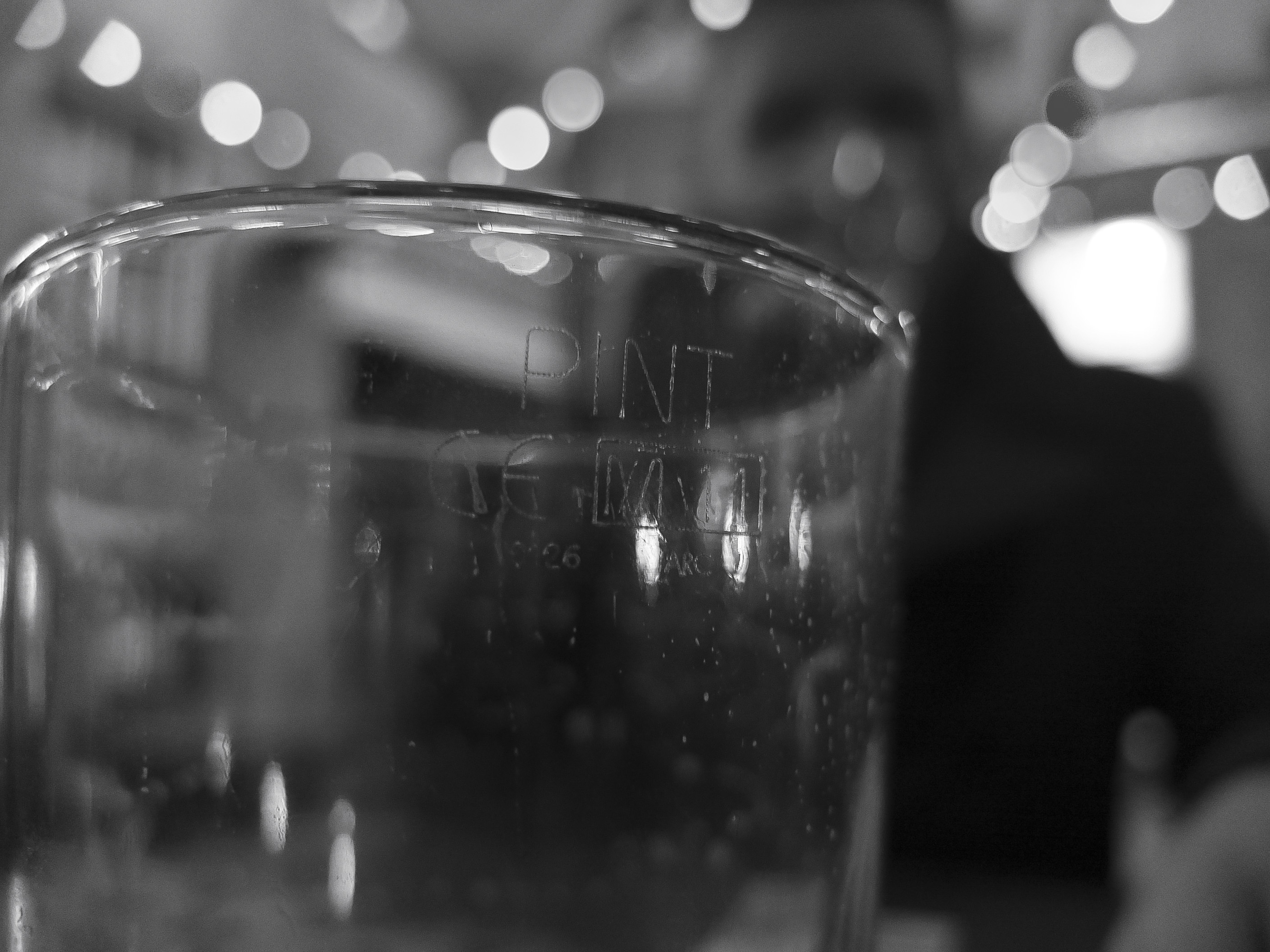
Marchio "CE" su un bicchiere, in conformità alla direttiva sugli strumenti di misura

## Obblighi previsti
A seconda del tipo di prodotto, la normativa per la marcatura CE può richiedere obblighi più o meno dettagliati, che possono includere anche il rispetto di determinate norme tecniche, lo svolgimento di specifiche prove di laboratorio da parte di laboratori accreditati per svolgere tali prove e il coinvolgimento di un ente terzo apposito (chiamato "ente notificato") che fornisca il proprio parere in merito alla sicurezza del prodotto e, qualora questo risulti positivo, emetta la certificazione (che in questo caso non sarà quindi una semplice autocertificazione del fabbricante, bensì una certificazione vera e propria dell'ente notificato).

### Fascicolo tecnico
Rientra negli obblighi del fabbricante redigere e conservare i documenti e le informazioni più o meno tecniche che hanno portato a dichiarare il prodotto come "sicuro". Tali informazioni sono raccolte in quello che viene chiamato "fascicolo tecnico", che, a seconda dei casi, può contenere al suo interno risultati di test di laboratorio sul prodotto, schemi di progettazione e funzionamento del prodotto, descrizione dei componenti e dei materiali utilizzati per la fabbricazione del prodotto (e delle relative dichiarazioni di conformità, se applicabili), descrizione del processo di fabbricazione del prodotto e delle altre fasi del suo ciclo di vita, indicazioni dei requisiti essenziali di sicurezza per il prodotto, e tutta una serie di altre documentazioni che nel loro complesso hanno appunto lo scopo di dare valore e attendibilità alla certificazione del fabbricante, che deve quindi essere supportata da prove tangibili a supporto della sicurezza del prodotto.
Gli obblighi relativi alle indicazioni e ai documenti forniti e accessibili all'utilizzatore finale (tra cui rientrano generalmente l'etichetta di identificazione con apposto il marchio CE, il manuale d'uso, installazione e manutenzione, e la dichiarazione di conformità, di incorporazione o di prestazione) sono una minima parte delle pratiche obbligatorie perché un prodotto sia conforme alla marcatura CE e quindi commerciabile. La stesura della dichiarazione di conformità o di prestazione, così come il manuale, devono infatti essere redatti come risultato di un'attenta analisi dei rischi per la salute e la sicurezza svolta dal fabbricante e dalla conseguente adozione di idonee misure di sicurezza, che devono essere efficaci a minimizzare i rischi per la sicurezza a un livello almeno accettabile, in considerazione anche dell'attuale avanzamento scientifico e tecnologico.

#### Requisiti essenziali
Uno dei principi di base del nuovo approccio è quello di limitare l'armonizzazione legislativa ai requisiti essenziali di interesse pubblico che riguardano in particolare la protezione della salute e della sicurezza degli utilizzatori (consumatori e lavoratori), la protezione della proprietà o la tutela dell'ambiente. Dunque, "conformità" significa il rispetto di almeno i requisiti essenziali.
I requisiti essenziali sono connessi ad alcuni rischi associati al prodotto oppure possono riferirsi alle sue prestazioni. L'applicazione dei requisiti essenziali deve essere in funzione del rischio insito in un dato prodotto. I fabbricanti (o importatori) devono pertanto effettuare un'analisi dei rischi per determinare quali requisiti essenziali siano applicabili al prodotto in questione soprattutto se il prodotto è sottoposto a una pluralità di norme comunitarie ovvero norme armonizzate. L'analisi va documentata e inserita nella documentazione tecnica.

#### Dichiarazione di conformità
La dichiarazione di conformità CE è un'attestazione della conformità di un prodotto ai requisiti essenziali per la salute e la sicurezza stabiliti dalle normative comunitarie sulla marcatura CE. Analogamente all'apposizione del marchio CE, tale dichiarazione ha validità solo se il fabbricante ha svolto anche gli altri obblighi previsti dalla normativa sulla marcatura CE, altrimenti risulterebbe essere una dichiarazione falsa e figurerebbe come reato contro la salute e la sicurezza, con tutte le conseguenze del caso.
La dichiarazione di conformità CE è predisposta unicamente dal fabbricante in regime di "autocertificazione": anche quando fosse obbligatorio ottenere il certificato di conformità CE emesso da un ente notificato (nei casi previsti dalla norma), questo non fa venire meno l'adempimento a carico del fabbricante. I due adempimenti e i due relativi documenti sono specifici e diversi, non vanno confusi. Il certificato CE (quando obbligatorio) è rivolto al fabbricante; la dichiarazione CE (sempre obbligatorio) è rivolta al mercato. 
Il contenuto minimo della dichiarazione di conformità è specificato nelle normative comunitarie sulla marcatura CE, e generalmente include:
- nome e indirizzo del fabbricante o del mandatario che rilascia la dichiarazione (e ragione sociale dell'organismo notificato, qualora il modulo applicato preveda l'intervento di un ente terzo accreditato, unitamente al riferimento al relativo certificato di conformità CE)
- identificazione del prodotto (nome, tipo o codice del modello ed eventuali informazioni supplementari quali numero di lotto/partita o numero seriale, fonti e numero di articoli)
- tutte le disposizioni del caso che sono state soddisfatte
- norme o altri documenti normativi seguiti (ad esempio norme e specifiche tecniche nazionali) indicati in modo preciso, completo e chiaro
- tutte le eventuali informazioni supplementari necessarie (ad esempio classe o categoria quando previste dalle specifiche tecniche)
- data di rilascio della dichiarazione
- firma e titolo o marchio equivalente del mandatario
- dichiarazione secondo la quale la dichiarazione di conformità viene rilasciata sotto la totale responsabilità del fabbricante ed eventualmente del suo mandatario.

Ove sia obligatorio, o sia stato svolto come misura di sicurezza aggiuntiva facoltativa, la dichiarazione di conformità CE include l'attestazione del superamento dei test (prove, collaudi, ecc.) previsti dallo schema o dalla norma comunitaria per conseguire la marcatura CE. La dichiarazione di conformità CE non va confusa in ogni caso con il certificato di superamento di prove o audit, che è invece rilasciato dall'ente notificato che ha svolto l'attività di valutazione (sul prodotto e/o sul sistema di gestione qualità).
La dichiarazione di conformità deve:
- essere messa immediatamente a disposizione delle autorità deputate al controllo, su loro richiesta;
- essere redatta in una delle lingue ufficiali della Comunità (per i prodotti che devono essere corredati di dichiarazione di conformità, questa deve essere redatta nella lingua del paese in cui il prodotto viene commercializzato)
- essere conservata per 10 anni (se non diversamente disposto).

In generale, la singola norma comunitaria prescrive l'obbligo (per il fabbricante) di metterla a disposizione del mercato. Le possibili modalità sono: farla accompagnare al prodotto in fase di immissione sul mercato, pubblicarla sul sito web (modalità predefinita quando il prodotto è di tipo non professionale, ovvero destinato al consumatore), includerla nel manuale d'uso e manutenzione. Nel caso il cliente del fabbricante sia un intermediario (distributore, rivenditore), esso deve poi farla pervenire all'utilizzatore.

### Marchio CE

Simbolo della marcatura CE

Requisiti di proporzione per il marchio CE

Il marchio CE è un contrassegno che deve essere apposto su determinate tipologie di prodotti dal fabbricante stesso, certificando così la rispondenza (o conformità) ai requisiti essenziali per la commercializzazione e utilizzo nell'Unione europea (UE) stabiliti nelle cosiddette "direttive di nuovo approccio". Tale certificazione, a seconda dei casi, consiste in un'autocertificazione del fabbricante stesso o, nel caso in cui nel processo di marcatura CE sia coinvolto un ente notificato, consiste in una certificazione propriamente detta.
«Talune direttive possono escludere l'apposizione del marchio CE su alcuni prodotti. Tali prodotti possono circolare liberamente sul mercato europeo se sono accompagnati ad esempio da una dichiarazione o da un certificato di conformità».
La sola apposizione del marchio CE, anche se accompagnata da una dichiarazione di conformità o di prestazione, non esaurisce gli obblighi della marcatura CE, anzi, nel caso in cui non siano rispettati gli altri obblighi, la sola apposizione del marchio CE rende la commercializzazione del prodotto illegale, oltre a mettere in pericolo la sicurezza degli utilizzatori finali, indicando come "sicuro" un prodotto sul quale non sono state invece svolte le valutazioni e azioni richieste dalla legge.
Il simbolo CE non ha un significato letterale dichiarato e dunque non è l'acronimo di nessuna descrizione particolare del tipo di marchio, anche perché significati dell'acronimo come "Conformità Europea" hanno senso solo in alcune delle lingue europee, mentre il marchio rimane sempre lo stesso in tutte le nazioni, anche in quelle nelle quali l'espressione "conformità europea" si traduce con parole che hanno iniziali diverse (in svedese, europeisk standard; in polacco, Europejska Zgodność; in sloveno, Evropski skladnosti; in finlandese, eurooppalaisesta vaatimustenmukaisuuden; ecc.).
È vero che in molte delle lingue europee le due lettere CE rimandano linguisticamente a quel significato, ma i documenti ufficiali della Commissione Europea relativi al marchio CE non forniscono alcuna indicazione del fatto che il marchio CE sia acronimo di qualcosa. Semplicemente la scelta di CE per il marchio relativo è frutto di un accordo europeo che, selezionando quelle due lettere in quell'ordine, rendeva comprensibile nelle principali lingue europee il significato cui rimandava. Il marchio indica semplicemente che il prodotto che lo porta è conforme ai "requisiti essenziali", ove previsti, da normative comunitarie in materia di sicurezza, sanità pubblica, tutela del consumatore, applicabili a quello specifico prodotto per quel particolare impiego. Pertanto non rappresenta un marchio di qualità, tanto meno "di origine", ma un'indicazione che il prodotto gode della presunzione di conformità.
«La marcatura CE indica che il prodotto è conforme a tutte le disposizioni comunitarie che prevedono il suo utilizzo»: dalla progettazione, alla fabbricazione, all'immissione sul mercato, alla messa in servizio del prodotto fino allo smaltimento. La marcatura CE disciplina l'intero ciclo di vita del prodotto dal momento dell'immissione sul mercato.
«Gli Stati membri non possono limitare l'immissione sul mercato o la messa in servizio di prodotti che hanno la marcatura "CE", tranne il caso in cui sia provata la non conformità del prodotto in sede giudiziale. La marcatura deve essere apposta prima che il prodotto sia immesso sul mercato europeo o messo in servizio.»
Il marchio CE deve essere apposto dal produttore (o da un rappresentante autorizzato entro la comunità Europea) secondo il formato previsto per legge, in maniera leggibile e indelebile. Deve misurare almeno 5 mm e mantenere le proporzioni in caso di ingrandimenti; qualora le caratteristiche finali del prodotto o la sua lavorazione non consentano l'apposizione della marcatura CE direttamente sul prodotto stesso, la marcatura dovrà essere apposta sulla confezione o sulla documentazione d'accompagnamento.

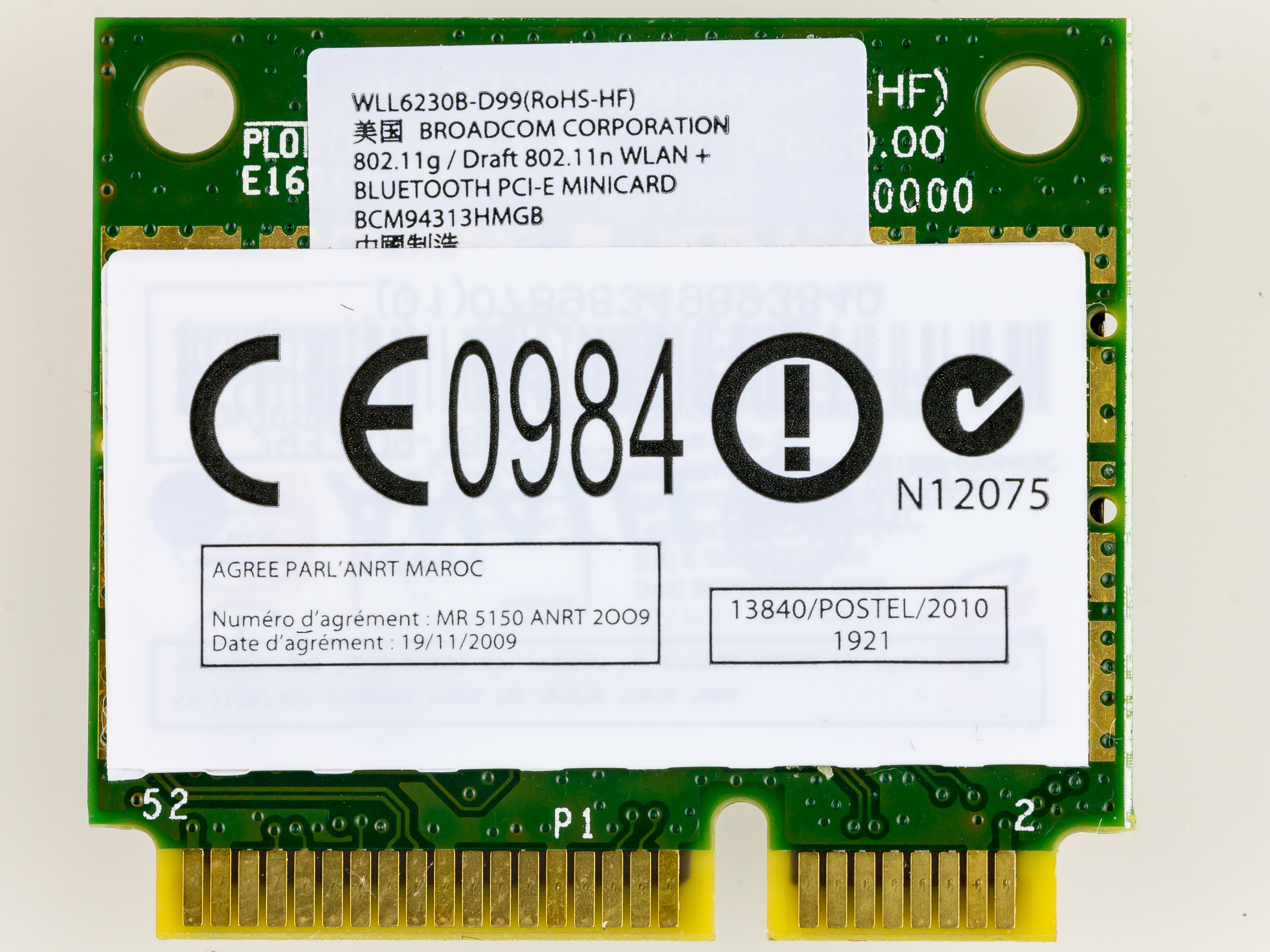
Marchio CE con affiancato il numero identificativo dell'ente notificato coinvolto nella marcatura CE del prodotto.

Qualora le norme comunitarie prevedano una valutazione da parte di un ente notificato, il numero di identificazione dell'ente dovrà essere inserito nell'etichetta contenente il marchio CE a cura del fabbricante (o importatore) sotto la responsabilità dell'ente stesso.

### Obblighi degli importatori e distributori
Nel caso di importazione di prodotti fabbricati in paesi extra UE (ad esempio: Stati Uniti, Cina, Giappone, ecc.), l'importatore, prima della prima messa in commercio (anche se fosse verso un distributore nel caso sia diverso dall'importatore stesso), deve accertare la conformità alle norme comunitarie sulla marcatura CE.
Qualora la produzione del bene avvenga in Paesi terzi, l'importatore deve verificare che il produttore abbia intrapreso le procedure previste per l'attestazione della conformità e che abbia messo a disposizione la documentazione richiesta. È compito dell'importatore anche garantire che il produttore sia sempre raggiungibile. Qualora l'importatore o i distributori commercializzino i prodotti a loro nome, saranno tenuti ad assumersi le responsabilità previste per i fabbricanti.
Qualora poi l'importatore o il distributore vendesse a suo nome all'interno della UE, figurerebbe come fabbricante, con tutti gli obblighi e responsabilità che ne conseguono.

## Procedure di valutazione della conformità

Esempio di test che può essere svolto per verificare la conformità di prodotti alle norme sulla marcatura CE: test su cuffie audio all'interno di una camera anecoica

La valutazione della conformità procede in base ai moduli introdotti dalla Decisione 768/2008/EC e dipende dall'intervento della parte interessata (fabbricante o importatore) o di un terzo (cosiddetto "organismo notificato") e riguarda la fase di progettazione, di fabbricazione del prodotto o entrambe. Se il fabbricante subappalta la progettazione o la produzione, rimane comunque responsabile dell'esecuzione della valutazione della conformità per entrambe le fasi sul modello del controllo qualità introdotto dalle norme della classe 9000 pubblicate dall'ISO.
Nel definire la gamma di moduli possibili, il legislatore della Decisione 768/2008/EC si è ispirato al principio della proporzionalità per garantire il livello elevato di protezione di cui all'art. 95 del Trattato UE tenendo conto della tipologia di prodotti, della natura dei rischi tipici a essi associati, dell'onerosità per il fabbricante (ad impossibilia nemo tenetur) oltre alle infrastrutture, il tipo e l'importanza della produzione (su scala europea). I moduli basati sulle tecniche di garanzia della qualità risultanti dalle norme EN ISO serie 9000 stabiliscono un collegamento tra settori regolamentati e no: ciò dovrebbe aiutare i fabbricanti a soddisfare contemporaneamente gli obblighi fissati dalle direttive e le esigenze dei clienti.
La decisione che introduce il nuovo sistema modulare, prevede otto procedure di valutazione che si applicano alle fasi di progettazione e di produzione:
- controllo di fabbricazione interna
- esame "CE" del tipo
- conformità al tipo
- garanzia qualità produzione
- garanzia qualità prodotto
- verifica sul prodotto
- verifica su un singolo pezzo
- garanzia qualità totale.

Alcuni moduli prescrivono l'intervento di un organismo notificato (organismi di certificazione, laboratori di prova, organismi di ispezione, accreditati da un ente di accreditamento) abilitato dalle autorità nazionali nel rispetto della normativa europea vigente (UNI CEI EN ISO/IEC 17021). L'organismo terzo non libera il fabbricante delle proprie responsabilità ma ne assume di nuove in ossequio al compito svolto. Pertanto, in caso di ricorso di organismo notificato al processo di marcatura, in coerenza con il relativo modulo fatto obbligatorio dalla norma comunitaria, sono due i documenti di attestazione (a volte confusi tra loro, anche perché ambo riportano il marchio CE):
- certificato di conformità[30], emesso dall'organismo notificato, documento necessario al fabbricante (o mandatario o importatore);
- dichiarazione di conformità, emessa dal fabbricante (o mandatario o importatore), documento da includere nel fascicolo tecnico del prodotto. In questo caso, la dichiarazione di conformità CE riporta i riferimenti alla certificazione (ente notificato, identificazione del certificato di conformità CE).

Il fabbricante può emettere la dichiarazione di conformità, mettendola a disposizione del mercato, solo dopo che ha ottenuto il certificato di conformità da parte dell'organismo di certificazione notificato. Va da sé che il certificato di conformità CE integra ma non sostituisce la dichiarazione di conformità CE.

## Norme armonizzate
I requisiti essenziali contenuti nelle norme di nuovo approccio non contengono alcuna indicazione per quanto concerne le specifiche tecniche dei prodotti in esse regolamentati (pur essendo cogenti per il fabbricante o l'importatore). La direttiva 98/34/CE definisce la norma europea (EN) come una specificazione tecnica (technical specification) approvata da un organismo europeo riconosciuto ad attività normativa. In base ai regolamenti interni di questi organismi le norme europee devono essere recepite a livello nazionale (attraverso strumenti giuridici di diritto interno) e tutte le norme nazionali in conflitto con esse devono essere abrogate entro un determinato periodo di tempo.
Le norme armonizzate dunque rappresentano le specifiche tecniche da applicare ad un determinato prodotto affinché questo incontri i requisiti essenziali in un rapporto da species a genus con le norme di nuovo approccio (che disciplinano intere categorie di prodotti).
Tuttavia, resta comunque fermo che il fabbricante è libero di adottare altre specifiche tecniche per dimostrare la conformità dei propri prodotti alle norme di riferimento: l'applicazione di una norma armonizzata è sempre volontaria anche se non sfugge l'insidia costituita dall'abbandono della presunzione di conformità soprattutto per i moduli che prevedono la responsabilità esclusiva del fabbricante (o importatore).
Oltre alla volontarietà di applicazione (si badi bene che volontaria è l'applicazione della norma ma non l'obbligo comunque di qualificare i prodotti o sottoporli a marcatura CE), le norme armonizzate:
- implicano la partecipazione alla loro elaborazione di tutti gli stakeholder (produttori, utilizzatori, enti notificati, istituzioni, ecc.);
- presuppongono l'esistenza di un mandato al CEN o al CENELEC da parte della Commissione;
- necessitano di essere recepite dagli ordinamenti giuridici Nazionali;
- vengono pubblicate come norme nazionali, senza alcuna modifica, dagli enti di normazione nazionali (che nella fattispecie Italiana è l'UNI. In alcuni casi, la locuzione senza alcuna modifica viene interpretata correttamente dall'ente di normazione italiano con la traduzione in lingua madre della sola prima pagina[34].

Una particolare clausola prevista nello statuto del CEN/CENELEC obbliga i Paesi membri a non svolgere alcuna attività (stand still), nel corso della preparazione di una norma armonizzata, che possa pregiudicare il processo di armonizzazione.
La procedura di normalizzazione (elaborazione di una norma europea) consta del seguente iter:
- la Commissione prepara un mandato, previa consultazione degli Stati membri;
- il mandato viene trasmesso agli organismi europei di normazione che solitamente accettano il mandato (ma possono rifiutarlo);
- gli organismi di normazione istituiscono un comitato tecnico a cui è affidata la preparazione di un progetto di norma;
- gli organismi europei di normazione e gli organismi di normazione nazionali organizzano un'indagine pubblica e Il comitato tecnico è chiamato a prendere in esame i commenti pervenuti;
- gli organismi di normazione nazionali votano il progetto di norma mediante i propri rappresentanti all'interno degli organismi di normazione europea che ratificano;
- gli organismi europei di normazione inviano i riferimenti alla Commissione che a sua volta provvede alla pubblicazione nell'Official Journal[37] (OJ);
- gli organismi nazionali di normazione traspongono la norma europea e le Autorità nazionali pubblicano i riferimenti delle norme facendone a tutti gli effetti atti avente forza di Legge nazionale.

## Conseguenze legali
La marcatura CE di un prodotto implica la presunzione che lo stesso sia conforme alle norme comunitarie. Il valore giuridico della marcatura CE comporta:
- non subire limitazioni alla libera circolazione del prodotto nell'area del Mercato Unico Europeo ai sensi degli articoli 28 e 30 del Trattato CE;
- l'inversione dell'onere della prova sul rispetto dei requisiti essenziali stabiliti dalle norme nuovo approccio.

In particolare, quest'ultimo punto non è cosa da poco. Posto che i prodotti sono immessi nel mercato sotto la responsabilità del fabbricante, del mandatario o dell'importatore, avvalersi di una finzione giuridica che inverte l'onere della prova significa che un prodotto sottoposto a marcatura CE può essere contestato solo se la violazione dei requisiti della norma comunitaria di riferimento viene concretamente provata in giudizio.
Di converso la violazione degli obblighi riconducibili alla marcatura CE, ovvero l'indebita marcatura CE, nel caso questa sia obbligatoria, comporta il ritiro del prodotto da parte dell'autorità competente di vigilanza sul mercato. Le procedure e le misure di sanzione previste per la contraffazione della marcatura CE variano secondo la legislazione vigente nei singoli Paesi membri. Proporzionalmente all'entità dell'infrazione, gli operatori economici sono soggetti a pene che vanno dalla sanzione pecuniaria alla detenzione. Qualora l'infrazione non comporti rischi immediati per la salute degli utilizzatori, il produttore non sarà tenuto al ritiro del bene dal mercato, a condizione che intraprenda le misure necessarie per ottenere la conformità CE. Restano comunque ferme le disposizioni riguardanti il Diritto civile.
In campo civilistico, posto che la marcatura CE in regime di obbligatorietà rappresenta una pre-condizione all'immissione sul mercato dei prodotti, il difetto di marcatura CE completa la fattispecie della vendita di aliud pro alio. Con la formula aliud pro alio s'intende l'inadempimento contrattuale nelle obbligazioni a prestazioni corrispettive per cui il compratore che dovesse riscontrare tale difformità sarà tutelato dalla disciplina generale sulla risoluzione per inadempimento ex Art. 1453 e successivi del Codice Civile.

### Conseguenze dell'autocertificazione
In caso di autocertificazione (quindi senza il coinvolgimento di un ente notificato), che può avvenire solo nei casi in cui ciò sia contemplato dalla normativa, oltre alla libera circolazione dei beni, la marcatura CE comporta l'inversione dell'onere della prova sul rispetto dei requisiti essenziali stabiliti dalle norme nuovo approccio. Posto che i prodotti sono immessi nel mercato sotto la responsabilità del fabbricante, del distributore o dell'importatore, avvalersi di una finzione giuridica che inverte l'onere della prova significa che un prodotto conforme può essere contestato solo se la violazione dei requisiti della norma comunitaria di riferimento venga concretamente provata (cosiddetta "presunzione di conformità").
Apponendo il marchio CE su un prodotto, il produttore dichiara di rispettare tutti i requisiti previsti per ottenere il marchio stesso, assumendosi la responsabilità della sua commercializzazione entro lo spazio economico europeo.
La marcatura CE non implica che un bene sia stato prodotto entro l'area SEE, bensì che ne è stata verificata la conformità alle normative europee previste (ad esempio, le norme armonizzate relative alla sicurezza) prima della sua commercializzazione. Inoltre la marcatura segnala che il produttore ha verificato la conformità del bene a tutti i requisiti fondamentali previsti dalle norme comunitarie inerenti e relative a sicurezza, igiene e rispetto dell'ambiente.

## Coinvolgimento di un ente notificato
Qualora le norme comunitarie lo prevedano, la conformità di un prodotto deve, inoltre, essere valutata da un ente terzo accreditato (organismo di certificazione).

## Controllo e vigilanza
Gli Stati membri hanno l'obbligo di attuare la normativa comunitaria ivi compresa la cogenza delle norme nuovo approccio e la marcatura CE.
L'attività di controllo e vigilanza previsto per la marcatura CE dei prodotti è disciplinata dal Regolamento 765/2008 che affida alle autorità competenti il controllo sul mercato, ferma restante l'azionabilità di ogni controversia riguardante la marcatura CE innanzi al Giudice naturale ovvero alla Corte di giustizia dell'Unione europea.
L'articolo 4 del citato Regolamento impone agli Stati membri di nominare le autorità preposte alla sorveglianza del mercato definendone finalità, organizzazione e poteri. Per il resto è data facoltà agli Stati membri di organizzare liberamente il proprio sistema di sorveglianza purché siano rispettati i seguenti criteri:
- le autorità di sorveglianza del mercato eseguono i loro compiti in modo indipendente, imparziale e senza pregiudizi;
- gli Stati membri devono mettere a disposizione delle autorità risorse adeguate in termini di personale e finanziarie per l'espletamento dei loro compiti;
- i poteri legali da attribuire alle autorità di sorveglianza del mercato comprendono il potere di chiedere agli operatori economici di mettere a disposizione la documentazione e le informazioni che ritengano necessarie e, se necessario e giustificato, l'accesso ai locali degli operatori economici e il prelievo dei necessari campioni di prodotto[45];
- gli Stati membri devono adottare le misure necessarie atte a garantire che il pubblico sia consapevole dell'esistenza, della sfera di competenza e dell'identità delle autorità nazionali di sorveglianza del mercato e sappia in che modo contattarle[46];
- qualora i compiti siano ripartiti fra diverse autorità, gli Stati membri istituiscono adeguati meccanismi di comunicazione e coordinamento fra le stesse.

Il livello di controllo esercitato dalle autorità di sorveglianza (posto che non si possano esaminare tutti i prodotti immessi sul mercato) dovrebbe essere sufficiente ad assicurare che l'attività di sorveglianza del mercato sia percepita dai soggetti interessati e produca un impatto significativo sul comportamento degli operatori economici.
La cooperazione tra gli Stati membri (o se si preferisce delle rispettive autorità competenti) costituisce un altro mezzo di sorveglianza del mercato, soprattutto in considerazione della libera circolazione dei prodotti all'interno dell'area SEE. La Direttiva 2001/95/CE (anche detta Direttiva sulla Sicurezza Generale dei Prodotti o DSGP) ha introdotto, fra l'altro, il sistema di allarme rapido (RAPEX) per i prodotti che presentano un rischio grave per i consumatori, che ha notevolmente potenziato la capacità di controllo e vigilanza degli Stati Membri.
Ciò premesso, il reale controllo e la vigilanza sul mercato è affidata soprattutto agli utilizzatori dei prodotti e al livello qualitativo e quantitativo di informazioni alle quali hanno accesso. Lo strumento giuridico per eccellenza resta sempre e comunque la Direttiva 85/374/CEE relativa alla Responsabilità per danno da prodotti difettosi e la conseguente azione di risarcimento del danno.
Per garantire un elevato livello di tutela dei consumatori, Parlamento europeo e Consiglio dell'Unione europea hanno adottato la Direttiva 2001/95/CE che disciplina tutti i prodotti secondo il principio di generalità rispetto alla disciplina delle singole norme di prodotto, ispirata da criteri di specialità. Qualunque prodotto commercializzato in ambito SEE obbliga produttori e distributori:
- ad immettere nel mercato solo ed esclusivamente prodotti sicuri[51];
- ad informare gli utilizzatori «sui rischi che tali prodotti potrebbero presentare»[52] sulla base di un'attività di risk management precedente all'immissione sul mercato che sia almeno documentabile[53];
- ad intraprendere le azioni opportune, compresi il ritiro dal mercato, l'informazione appropriata ed efficace dei consumatori e il richiamo del prodotto[54].

Con la Direttiva 2001/95/CE si è inteso sviluppare in concreto il concetto di conformità europea svincolandolo dall'apposizione del marchio CE per ancorarlo al principio generale di sicurezza dei prodotti in termini di controllo qualità, requisiti minimi e risk management.

## Abuso terminologico
Sono spesso frequenti casi di abuso terminologico, a danno del mercato, dei clienti e dei consumatori, da parte di alcuni fabbricanti e rivenditori a scopo di falso e di pubblicità ingannevole. In sintesi:
- la marcatura CE è un'attestazione di conformità di prodotto a cura e obbligo di chi lo immette in commercio o in servizio (costruttore o importatore) o persona equivalente ("chiunque" anche per uso proprio); può aver a che fare con la certificazione di sistema aziendale in quanto sono tutti obbligati a definire "le procedure di mantenimento della conformità" (con o senza sistema ISO 9000 attivo e/o certificato);
- confondere artatamente "certificato di conformità CE" con "dichiarazione di conformità CE".  Come spiegato sopra, il primo documento (che può esistere o meno a seconda delle applicazioni previste dalle varie direttive UE) è rilasciato unicamente dall'ente notificato; il secondo, invece, è un'attestazione da parte del venditore/importatore/installatore (che potrebbe essere diverso dal fabbricante). Invece, una dichiarazione potrebbe citare e/o allegare un certificato (quando previsto);
- la marcatura CE non è un "raggiungimento" di un riconoscimento di qualità o un "traguardo conseguito", ma un adempimento obbligatorio per legge e spesso basato su un'autodichiarazione da parte del fabbricante/importatore, motivo in più per non spacciarla come "certificazione di prodotto", in quanto una certificazione, per definizione, è sempre rilasciata da un organismo terzo accreditato o notificato;
- la marcatura CE ha a che fare principalmente con la conformità a requisiti essenziali in ordine alla sicurezza e salute dell'utilizzatore del prodotto; livelli di prestazione delle funzioni o delle caratteristiche del bene esulano dal campo di applicazione della marcatura CE (questi aspetti rientrano nella certificazione di prodotto[56]) ma devono esser considerati nel caso costituiscano pericoli o provochino rischi. Il campo di applicazione del prodotto e le sue caratteristiche fanno parte "dell'uso previsto" che deve esser correttamente definito". Anche la parte commerciale è coperta da tale norma (ad esempio Direttiva Macchine) in quanto un prodotto "non ancora conforme" può comunque esser immesso sul mercato (dichiarazione di tipo II B) per esser incorporato in uno conforme o reso conforme da terzi (prima della messa in servizio). Tale dichiarazione II B equivale a una "bolla di trasporto" nell'Unione Europea, solo per attraversare le frontiere;
- in buona parte dei casi la marcatura CE è totalmente a carico del fabbricante (o dell'importatore comunitario se il fabbricante è extra UE). Anche quando la norma preveda il ricorso a organismi notificati per l'esecuzione delle prove o della sorveglianza produttiva per il prodotto in oggetto, questi eseguono delle attività la cui responsabilità complessiva rimane in capo al fabbricante. In caso il prodotto sia inserito nell'allegato IV (Direttiva Macchine) è l'ente che è responsabile dell'esecuzione delle prove di sicurezza in quanto si è obbligati a rivolgersi a un ente per tale adempimento "non più in regime di autodichiarazione"; l'ente ha una propria assicurazione che copre tale attività. Il rilascio della dichiarazione di conformità CE, sulla base delle prove e valutazioni con esito positivo eseguite dall'ente notificato (emissione certificato di conformità CE), rimane comunque in capo al fabbricante.
- Un altro abuso è quello di marcare CE prodotti per i quali non esiste una norma applicabile, approfittando dell'ignoranza sia del consumatore che dell'acquisitore. L'obiettivo è quello di incrementare la vendita pubblicizzando una conformità inesistente, dato che non esiste una norma comunitaria che richieda di marcare CE il prodotto. In altri casi, invece, lo si fa per errata interpretazione delle norme, specie su pressione del mercato (adeguarsi ai concorrenti).

Questi abusi possono essere perseguiti dalle autorità predisposte anche su segnalazione delle associazioni dei consumatori, della concorrenza, degli utenti (o, per le aziende con sistema di gestione qualità certificato, rilevati dall'Organismo di certificazione come grave non conformità).
Oltre agli abusi consapevoli da parte degli interessati, a volte queste terminologie errate sono pure utilizzate, in buona fede ma con colpevole superficialità, da parte dei mass media, con il risultato di confondere il pubblico e fornire errate informazioni.